# Zebronia perspicalis
Zebronia perspicalis là một loài bướm đêm trong họ Crambidae.